# Franz Basdera
 (octobre 2021).
Franz Basdera (né en 1948 à Vienne) est un peintre, graphiste et designer autrichien.

## Biographie
Basdera suit les cours de la Wiener Kunstschule, école privée, auprès de Fritz Martinz et Rudolf Pusak.

## Œuvre
Les thèmes de prédilection de l'artiste sont l'incarnation, ainsi que la biologie, la religion et la méditation. Depuis 2006, il travaille intensément sur les thèmes du devenir, de l'être et de la disparition. La série pessimiste Anatomie der Vergänglichkeit est exposée en 2007 au musée de la cathédrale de Vienne.
Franz Basdera est surtout connu pour ses vaches colorées et ses figurines en bâton. Sa série de graphismes smartart22, qu'il commence en 1999, est utilisée par la société Mercedes-Benz en Autriche à des fins publicitaires.
En 2010, il crée le personnage de la KUHliane. KUHliane est une vache en céramique qui fut présente dans plus de 60 pays lors de 145 voyages.